# Juliusz Słowacki
Juliusz Słowacki (Krzemieniec, 4 de setembro de 1809 — Paris, 3 de abril de 1849) foi um poeta e dramaturgo polonês.

## Vida
Foi um poeta romântico polonês. Ele é considerado um dos "Três Bardos" da literatura polonesa - uma figura importante no período romântico polonês e o pai do drama polonês moderno. Suas obras geralmente apresentam elementos de tradições pagãs eslavas, história polonesa, misticismo e orientalismo. Seu estilo inclui o emprego de neologismos e ironia. Seu gênero principal era o drama, mas ele também escreveu poesia lírica. Suas obras mais populares incluem os dramas Kordian e Balladyna e os poemas Beniowski, Testament mój e Anhelli.
Słowacki passou sua juventude nas "Terras Roubadas", em Kremenets (polonês: Krzemieniec; agora na Ucrânia) e Vilnius (polonês: Wilno, na Lituânia). Ele trabalhou brevemente para o governo do Reino da Polônia. Durante a Revolta de novembro de 1830, ele foi um mensageiro do governo revolucionário polonês. Quando a revolta terminou em derrota, ele se viu no exterior e depois, como muitos compatriotas, viveu a vida de um emigrado. Ele se estabeleceu brevemente em Paris, França, e mais tarde em Genebra, Suíça. Ele também viajou pela Itália, Grécia e Oriente Médio. Eventualmente, ele voltou para Paris, onde passou a última década de sua vida. Ele retornou brevemente à Polônia quando outro levante estourou durante a Primavera das Nações (1848).

## Trabalhos selecionados

### Drama
- Balladyna (1834, publicado em 1839, realizado em 1862)
- Fantazy (1841, publicado em 1866, realizado em 1867)
- Horsztyński (1835, publicado em 1866, encenado em 1871)
- Kordian (1833, publicado em 1834, realizado em 1899)
- Ksiądz Marek (Padre Marek, 1843, publicado no mesmo ano, realizado em 1901)
- Książę niezłomny ( O Príncipe Constante, em homenagem a Pedro Calderón de la Barca, 1843, publicado em 1844, realizado em 1874)
- Lilla Weneda (1839, publicado em 1840, realizado em 1863)
- Maria Stuart (1830, atuação em 1862)
- Mazepa (1839, publicado em 1840, realizado em húngaro em 1847, realizado em polonês em 1851)
- Sen srebny Salomei (The Silver Dream of Salomea, 1843, publicado em 1844, realizado em 1900)
- Samuel Zborowski (1845, publicado em 1903, encenado em 1911

### Poesia
- Anhelli (1838)
- Arab (1830)
- Lambro, powstańca grecki (Lambro, um insurgente grego, 1833)
- Beniowski (1841-1846)
- Genezis z Ducha (Gênesis do Espírito, 1844)
- Godzina myśli (Uma hora de pensamento, 1832-1833)
- Hugo. Powieść krzyżacka (Hugo. Teutonic Order Novel, 1830)
- Król-Duch (O Rei dos Espíritos, partes publicadas em 1847, publicado na íntegra em 1925)
- Ojciec zadżumionych (O Pai do Atingido pela Peste, 1838)
- Podróż do ziemi świętej ("Viagem à Terra Santa", 1866)
- Testament mój (My Last Will, 1839-1840)
- W Szwajcarii (na Suíça, 1835, publicado em 1839)
- Wacław (1838)